# Centrale marémotrice d'Annapolis Royal
La centrale marémotrice d'Annapolis Royal est une centrale électrique de 20 MW située sur la rivière Annapolis immédiatement en amont de la ville d'Annapolis Royal, en Nouvelle-Écosse, au Canada. C’est la seule usine marémotrice en Amérique du Nord. La centrale exploite la différence de niveau d’eau créé par les grandes marées dans le bassin d'Annapolis, un sous-bassin de la baie de Fundy. Ouverte en 1984, la centrale d'Annapolis Royal fut construite par la Nova Scotia Power Corporation, qui était, à l'époque, une entreprise du gouvernement provincial de la Couronne qui était souvent utilisé pour apporter une aide sociale à diverses régions de la province.

## Historique
L’exploitation des marées pour produire de l'électricité avait fait l'objet de discussions pour la baie de Fundy et ses différents sous-bassins depuis plusieurs décennies. La décision de construire l'installation fut en partie motivée par la promesse d'un financement fédéral pour ce projet d'énergie alternative, ainsi que l'exigence provinciale du ministère des Transports pour remplacer un pont à poutres d'acier vieillissant sur la rivière entre Annapolis Royal et Granville Ferry. Le barrage en remblais supporte la Route 1 à la rivière, et abrite la centrale et les vannes de prise.

## Dommage à l'environnement
Du point de vue de l’environnement, ses résultats sont mitigés. En fonctionnement, le blocage de l'écoulement de l'eau par le barrage (pour permettre une différence de hauteur d’eau,  toutes les six heures) entraîne une augmentation de l'érosion des berges de la rivière à ses deux extrémités amont et aval. Le barrage est également connu comme un piège pour la vie marine. Deux cas notables se sont produits en:
- Août 2004, quand une baleine à bosse mature (surnommé Sluice) nagea à travers la vanne de prise ouverte à l'étale, et se retrouva prise au piège pendant plusieurs jours dans la partie supérieure de la rivière avant de finalement trouver son chemin vers le bassin d'Annapolis.
- Printemps 2007, lorsque le corps d'une baleine à bosse immature fut découvert dans la rivière à Bridgetown; l’examen post-mortem ne fut concluant, mais suggéra que la baleine avait été prise au piège dans la rivière après avoir suivi les poissons à travers les vannes de prise.